# شارل سیمون فاوار
شارل سیمون فاوار (به فرانسوی: Charles-Simon Favart) نمایش‌نامه‌نویس قرن هجدهم میلادی اهل فرانسه است.